# USS Theodore Roosevelt (CVN-71)

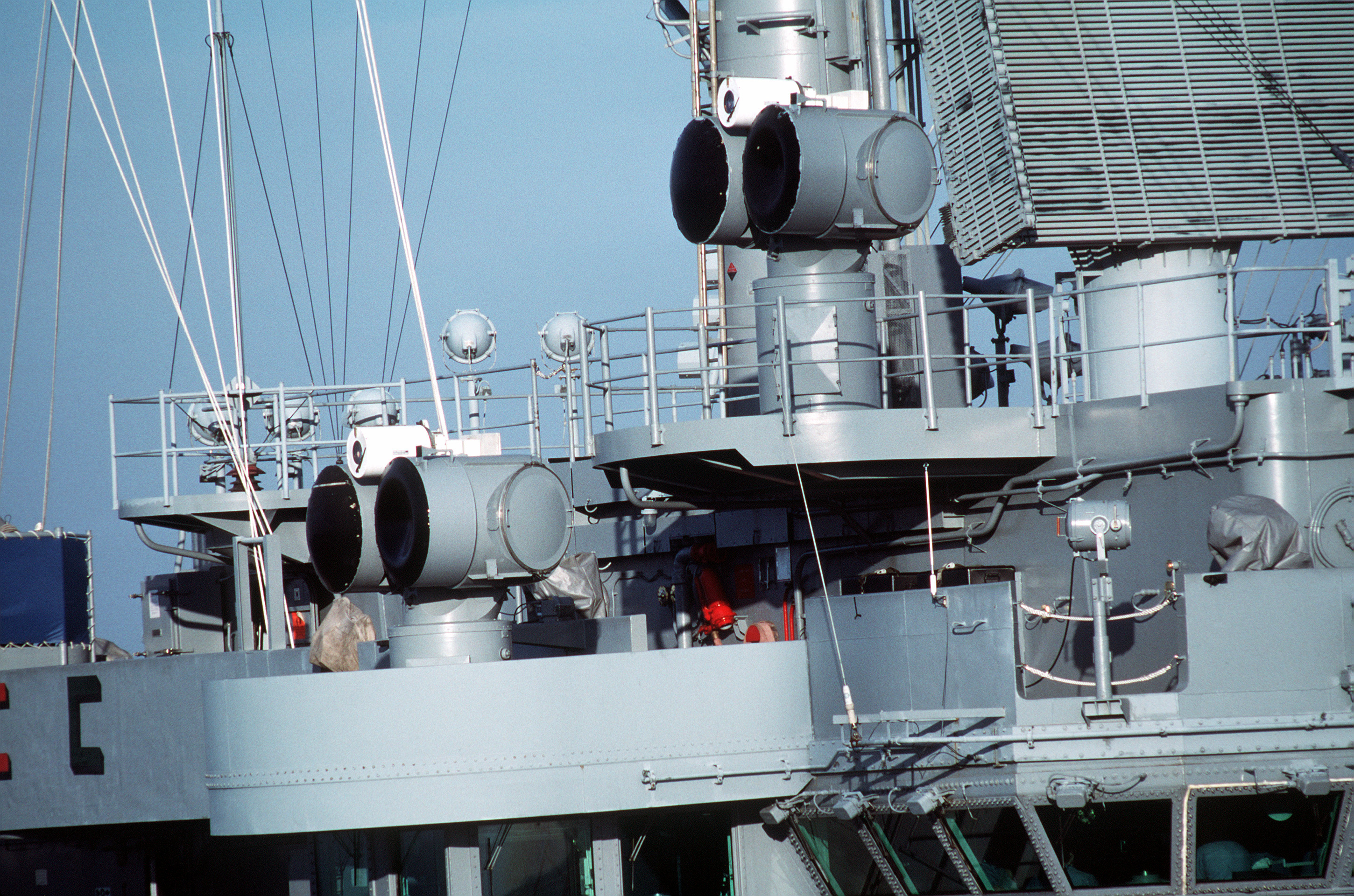
Zicht op de RIM-7 Sea Sparrow-installaties (Norfolk, 1990)

De USS Theodore Roosevelt (Pennantnummer: CVN-71) is een supervliegdekschip in dienst van de United States Navy. Het is vernoemd naar Theodore Roosevelt, de 26ste president van de Verenigde Staten. De kiel van het schip werd in 1981 gelegd en in 1984 gebeurde de tewaterlating en de scheepsdoop. In 1986 kwam het in dienst van de US Navy die het in Norfolk (Virginia) stationeerde. De USS Theodore Roosevelt is het vierde van tien schepen van de Nimitz-klasse. Omdat het ontwerp grondig wijzigde vanaf dit schip worden de volgende schepen gezien als de Theodore Roosevelt-subklasse. Op 30 december 1988 vertrok de Roosevelt op haar eerste missie.

## Geschiedenis

### Jaren 1990
Op 28 december 1990 werd de USS Theodore Roosevelt naar de Golfregio gestuurd voor deelname aan Operatie Desert Shield. Op 16 januari 1991 begon daar de Golfoorlog tegen Irak en begonnen de gevechtsvliegtuigen van de Theodore Roosevelt bombardementen en luchtaanvallen uit te voeren. Bij het staakt-het-vuren op 28 februari was in totaal meer dan 2000 ton bommen afgeworpen. Na de oorlog nam het schip deel aan Operatie Provide Comfort die gevluchte Koerden moest beschermen in Noord-Irak. Op 28 juni keerde het schip huiswaarts.
Op 11 maart 1993 begon de Theodore Roosevelt aan haar derde missie. Het voer naar de Adriatische Zee waar haar vliegtuigen mee de no-flyzone boven Bosnië controleerden in Operatie Deny Flight. In juni was het schip onderweg toen het bevel kreeg rechtsomkeer te maken en via het Suezkanaal naar de Rode Zee te varen. Daar opereerde het in Operatie Southern Watch die die no-flyzone boven Zuid-Irak bewaakte. Na 184 dagen op missie keerde het schip terug naar de VS. Daar ging het in november de scheepswerf in.
In maart 1995 werd de Theodore Roosevelt opnieuw ingezet in de Rode Zee voor Southern Watch. In september keerde het schip weer terug naar thuishaven Norfolk. Vervolgens vertrok het schip op missie naar Europa voor Deny Flight en Operatie Sharp Guard. Die laatste operatie controleerde de economische sancties en het wapenembargo tegen voormalig Joegoslavië. In 1995 was de Roosevelt onderdeel van Operatie Deliberate Force, het NAVO-bombardement op Servische doelwitten in Bosnië. Op de terugweg naar de VS werd het schip bezocht door koning Hoessein van Jordanië.
Op 25 november 1996 vertrok de USS Theodore Roosevelt opnieuw voor operaties in de Middellandse Zee en de Perzische Golf. Op 8 juli 1997 liep het schip de scheepswerf in voor een groot onderhoud dat een jaar zou duren.
Van 1 februari tot 4 maart 1999 heeft de Theodore Roosevelt deelgenomen aan een grote oefening genaamd JTFEX / TMDI99 (Joint Task Force Exercise / Theatre Missile Defence Initiative 1999). Er deden 27000 deelnemers mee, waarvan 15000 marine deelnemers. Deze oefening is de grootste samenkomst van strijdkrachten sinds de Golf-oorlog en werd gehouden met de Braziliaanse marine en andere NAVO marines. Tijdens deze oefening is de Theodore Roosevelt met nog 8 andere schepen "tot zinken gebracht" door de Nederlandse onderzeeboot Hr. Ms. Walrus. Veel van deze schepen waren de escorte van de Theodore Roosevelt. De Hr. Ms. Walrus kon ongezien ontsnappen.
Op 26 maart 1999 vertrok het schip vanuit Norfolk naar de Ionische Zee. Daar nam het deel aan Operatie Allied Force - de NAVO-bombardementen op Joegoslavië - die meer dan twee maanden duurde. Hierna voer de Theodore Roosevelt door naar de Golfregio voor Southern Watch. Op 24 september keerde het schip terug naar de thuishaven in de VS.

### Jaren 2000
Op 7 januari 2000 ging de Roosevelt opnieuw in onderhoud voor zes maanden. Daarna was het schip in training tot augustus 2001. Op 19 september vertrok het schip op missie. Onderweg werd het naar de Golfregio geroepen voor deelname aan Operatie Enduring Freedom in Afghanistan. Op 17 maart 2002 was het schip terug thuis waar het opnieuw binnenging voor onderhoud. Op 6 januari 2003 vertrok het voor een trainingsmissie in de Caraïben. Aldaar werd het schip naar de Middellandse Zee gestuurd voor Operatie Iraqi Freedom - de oorlog in Irak - die op 16 maart begon. Op 26 mei keerde het schip terug naar Norfolk.
Vanaf februari 2004 kreeg de USS Theodore Roosevelt een tien maanden durende onderhoudsbeurt. Op 1 september 2005 vertrok het schip voor een routinemissie van zes maanden in de Perzische Golf. Op 11 maart 2006 arriveerde het weer thuis. Op 7 maart 2007 ging het schip terug binnen voor moderniseringen.
Van 2009 tot 2013 werd het schip uit dienst genomen en onderging het op de de scheepswerf van Newport News Shipbuilding haar midlife Refuel and Complex Overhaul (RCOH), inclusief een herladen met nieuwe brandstof voor de nucleaire centrales. Elk schip van de Nimitzklasse krijgt om beurten deze ingreep die gemiddeld vier jaar vergt.
In 2015 werd de USS Theodore Roosevelt geheralloceerd van de Atlantische naar de Stille Oceaan en werd de nieuwe thuishaven het Naval Air Station North Island bij San Diego na decennia lang gekoppeld geweest te zijn aan het Naval Station Norfolk.